# Platycerus hongwonpyoi
Platycerus hongwonpyoi là một loài bọ cánh cứng trong họ Lucanidae. Loài này được Imura & Choe mô tả khoa học năm 1989.